# Pierwszy rząd Alberta Reynoldsa
Pierwszy rząd Alberta Reynoldsa – rząd Irlandii funkcjonujący od 11 lutego 1992 do 12 stycznia 1993. W dniu powstania w skład gabinetu weszli politycy Fianna Fáil (FF) i Progresywnych Demokratów (PD).
Wybory do Dáil Éireann 26. kadencji zakończyły się zwycięstwem FF. Partia zawiązała koalicję z Progresywnymi Demokratami, jej lider Charles Haughey utrzymał stanowisko premiera. Na początku 1992 ustąpił jednak z tej funkcji. Urząd premiera objął nowy lider partii Albert Reynolds, utrzymując koalicję z PD. W listopadzie 1992 przedstawiciele Progresywnych Demokratów złożyli rezygnacje. Doprowadziło to następnie do nowych wyborów parlamentarnych, po których Albert Reynolds utworzył swój drugi gabinet

## Skład rządu
- Taoiseach: Albert Reynolds (FF)[1]
- Tánaiste, minister obrony i spraw Gaeltachtu: John P. Wilson (FF)
- Minister finansów: Bertie Ahern (FF)
- Minister gospodarki morskiej: Michael Woods (FF)
- Minister turystyki, transportu i komunikacji: Máire Geoghegan-Quinn (FF)
- Minister przemysłu i handlu: Desmond O’Malley (PD, do listopada 1992), Pádraig Flynn (FF, od listopada 1992 do stycznia 1993), Bertie Ahern (FF, w styczniu 1993)
- Minister środowiska: Michael Smith (FF)
- Minister spraw zagranicznych: David Andrews (FF)
- Minister rolnictwa i żywności: Joe Walsh (FF)
- Minister spraw społecznych: Charlie McCreevy (FF)
- Minister pracy: Brian Cowen (FF)
- Minister sprawiedliwości: Pádraig Flynn (FF, do stycznia 1993), Máire Geoghegan-Quinn (FF, w styczniu 1993)
- Minister energii: Bobby Molloy (PD, do listopada 1992), Albert Reynolds (FF, od listopada 1992)
- Minister edukacji: Séamus Brennan (FF)
- Minister zdrowia: John O’Connell (FF)